# Paul Bahoken
Pour les articles homonymes, voir Bahoken.
Paul Bahoken est un footballeur international camerounais né le 1er janvier 1955  à Douala (Cameroun).

## Biographie
Cet ailier droit participe avec l'équipe nationale camerounaise à la Coupe du monde de football en 1982 en Espagne et aux Jeux olympiques de Los Angeles en 1984.
Il arrive en France en 1977 et joue à Troyes et à Cannes, principalement.
Après sa carrière de footballeur, il devient éducateur à l’US Plan-de-Grasse, après des passages à l’AspttgPlascassier  ex ES PLASCASSIER et ASPTTGRASSE , au SC Mouans-Sartoux ou encore au RC Grasse.
Son fils, Stéphane Bahoken, né le 28 mai 1992 en France, également footballeur, évolue au poste d'attaquant au SCO Angers.

## Carrière de joueur
- avant 1977 :  Tonnerre Yaoundé
- 1977-1978 :  Stade de Reims (ne joue pas, il est prêté à Troyes)
- 1978-1979 :  Troyes AF (en Division 2)
- 1979-1982 :  AS Cannes (en Division 2)
- 1982-1983 :  US Valenciennes-Anzin (en Division 2)
- 1983-1985 :  Olympique d'Alès (en Division 2)
- 1985-1986 :  Stade raphaëlois (en Division 3)[1]

## Palmarès de joueur
- International camerounais de 1973 à 1987 (plus de 80 sélections)
- Finaliste de la Coupe d'Afrique des vainqueurs de coupe en 1976 avec le Tonnerre Yaoundé